# Smolanka (Sępopol)
Smolanka (deutsch Landskron) ist ein Ort in der polnischen Woiwodschaft Ermland-Masuren. Er gehört zur Gmina Sępopol (Stadt- und Landgemeinde Schippenbeil) im Powiat Bartoszycki (Kreis Bartenstein).

## Geographische Lage
Smolanka liegt in der nördlichen Mitte der Woiwodschaft Ermland-Masuren am Flüsschen Smolańska Struga, der wenige Kilometer später in der Stadt Sępopol (deutsch Schippenbeil) in die Łyna (Alle) mündet. Von Smolanka bis zur Kreisstadt Bartoszyce (Bartenstein) sind es elf Kilometer in südwestlicher Richtung.

## Geschichte

### Ortsgeschichte
Das Gründungsjahr des Dorfs Landeßkron – vor 1617 Landscrohn und vor 1851 Landskrohn genannt – liegt vor 1595. Am 11. Juni 1874 wurde Landskron Amtsdorf und damit namensgebend für einen Amtsbezirk im Kreis Friedland (ab 1927: Kreis Bartenstein) im Regierungsbezirk Königsberg der preußischen Provinz Ostpreußen.
Im Jahre 1905 zählte das Dorf Landskron 681 Einwohner, im Jahre 1910 waren es 652, im Jahre 1933 bereits 727 und im Jahre 1939 noch 722.
Als 1945 in Kriegsfolge das gesamte südliche Ostpreußen an Polen fiel, bekam Landskron die polnische Namensform „Smolanka“. Das Dorf ist heute ein Teil der Stadt- und Landgemeinde Sępopol (Schippenbeil) im Powiat Bartoszycki (Kreis Bartenstein), von 1975 bis 1998 der Woiwodschaft Olsztyn, seither der Woiwodschaft Ermland-Masuren zugeordnet. Im Jahre 2021 hatte Smolanka 262 Einwohner.

### Amtsbezirk Landskron (1874–1945)
Bei seiner Errichtung zählte der Amtsbezirk drei Kommunen, am Ende waren es noch zwei:
| Deutscher Name       | Polnischer Name | Anmerkungen                                                               |
| -------------------- | --------------- | ------------------------------------------------------------------------- |
| Landskron            | Smolanka        |                                                                           |
| Roschenen            | Rusajny         | 1928 in die Landgemeinde (Groß) Söllen im Amtsbezirk Liesken umgegliedert |
| Thorms               | Turcz           | 1939 nach Roskeim im Amtsbezirk Liesken umgegliedert                      |
| vor 1931: Langhanken | Langanki        | vor 1931 zum Amtsbezirk Stolzenfeld zugehörig                             |

Im Jahre 1945 gehörten nur noch Landskron und Langenhanken zum Amtsbezirk Landskron.

## Kirche
Bis 1945 war Landskron in die evangelische Kirche Schippenbeil in der Kirchenprovinz Ostpreußen der Kirche der Altpreußischen Union, außerdem in die römisch-katholische Kirche St. Bruno in Bartenstein im damaligen Bistum Ermland eingepfarrt.
Heute gehört Smolanka katholischerseits zur Pfarrei Bartoszyce im jetzigen Erzbistum Ermland sowie evangelischerseits zur Kirche Bartoszyce, einer Filialkirche von Kętrzyn (Rastenburg) in der Diözese Masuren der Evangelisch-Augsburgischen Kirche in Polen.

## Verkehr
Smolanka liegt an zwei Nebenstraßen, die von Bartoszyce (Bartenstein) bzw. Żydowo (Siddau) nach Sępopol führen. Außerdem verbindet eine Nebenstraße den Nachbarort Boryty (Boritten) mit Smolanka.
Eine Anbindung an den Bahnverkehr besteht nicht, nachdem die nahegelegene Stadt Sępopol vom Schienenverkehr abgekoppelt wurde.